# Siw Malmkvist

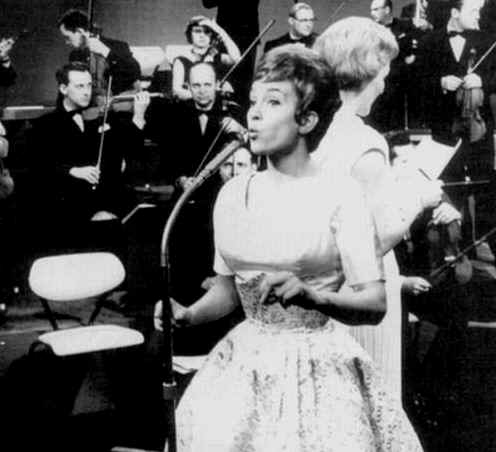
Siw Malmkvist no Melodifestivalen de 1961.

Siw Malmkvist (Landskrona, 31 de dezembro de 1936) é uma popular cantora sueca famosa na Escandinávia e na Alemanha.
Competiu no Melodifestivalen sueco muitas vezes, a última vez em 2004, juntamente com Towa Carson e Ann-Lousie Hanson, cantando o tema C'est la vie, que terminou em 10º lugar. 
Representou a Suécia no Festival Eurovisão da Canção 1960  com a canção Alla andra får varann e a Alemanha no Festival Eurovisão da Canção 1969 com o tema Primaballerina. Siw Malmkvist teve alguns sucessos  na Alemanha em 1964 com Liebeskummer lohnt sich nicht ("Estranhar ao amor não vale a pena").
Siw Malmkvist é uma intérprete com grande versatilidade no negócio do entretimento sueco, já que além de ser cantora pop/schlager, participou em obras musicais, teatrais e em filmes. Interpretou o papel de Pippi Longstocking no famoso musical de Astrid Lindgren, Pipi das Meias Altas/Píppi Meialonga em 1980, por exemplo, apareceu na versão musical de Some Like It Hot  e interpretou o papel de  Luísa na produção sueca -e europeia- do musical de Maury Yeston, Nine, em 1983. En 2002, apareceu como a Mãe na obra de Hans Alfredson, Lilly Ronny no  Maximteatern. Com Thorsten Flinck tornou popular uma versão sueca do êxito de  Nick Cave e Kylie Minogue, Where the Wild Roses Grow (2004).
Malmkvist gravou cerca de 600 canções (e gravou-as em nove idiomas diferentes), o que a torna uma das cantoras suecas mais produtivas.

## Canções famosas
- Nur die Zeit hat Zeit – 1998
- Ma, wo sind die Clowns – 1998
- Jazzbacillen – 1959
- Tunna skivor – 1960 –
- Die Liebe ist ein seltsames Spiel
- April, april – 1961
- Danke für die Blumen – 1961
- Schade schade schade – 1961
- Die Wege der Liebe – 1962
- Jimmy, verzeih mir noch einmal – 1962
- Schwarzer Kater Stanislaus – 1963
- Liebeskummer lohnt sich nicht – 1964
- Sieben Tränen – 1965
- Das fünfte Rad am Wagen – 1965
- Küsse nie nach Mitternacht – 1965
- Frech geküsst ist halb gewonnen – 1966
- Ein neues Spiel – ein neues Glück – 1967
- Hier kommt ein Herz für dich – 1967
- Ein Junggeselle weniger – 1967
- Carneval in Caracas – 1968
- Prinz Eugen – 1968
- Sprattelgumma – 1967
- Downtown – 1967 (in schwedisch)
- Harlekin – 1968
- Sen drömmar jag en stund om digv – 1968
- Primaballerina – 1969
- Zigeunerhochzeit – 1969
- Zum, zum, zum – 1969
- Regnet det bara öser ner – 1970 – versão sueca de  "Raindrops Keep Fallin' on My Head“
- Adiole – 1970
- På en gammal bänk – 1971
- Liebe wie im Rosengarten – 1971
- Der Wein ist gutv – 1972
- Die Zeit mit dir – 1972
- Liebe heißt l'amour – 1973
- Er liebt mich – 1974
- Sascha nimmt die Geige – 1974
- Bambu – 1974
- Det är kärlek – 1988
- Geh’ nicht in den Rosengarten – 1999
- Oh hallo – 2001
- C'est la vie – 2004
- Hast du jemals geliebt- 2008

## Discografia
Singles na Suécia:
- Tweedlee dee / Ro Ro Ro Robinsson (1955)
- Den som glad är / Piccolissima serenata (1958)
- Jazzbacillen / Låt bli att bli kär i mig (1959)
- Augustin / Nya fågelsången (1959)
- Flickor bak i bilen / Åh vilka kyssar (1959)
- Tunna skivor / Tänk att få se just dig på knä (1960)
- Förälskad i Köpenhamn / Inte alls förälskad (1960)
- Bortom bergen / För kärleks skull (1961)
- Du har bara lekt med mej / Pär var inte där (1961)
- Läs inte brevet jag skrev dej / Det var en gång i Trinidad (1961)
- April, april / Du förstår ingenting (1961)
- Gulle dej / Monisieur (1963)
- Bergsprängartango / Visa till sommaren (1966)
- Den person som tillgrep en väska i grönt i kön på Centralen igår / Gustav Lindströms visa (1966)
- Slit och släng / Jag kunde aldrig glömma dig (1966)
- Arvid / Downtown (1967)
- Sprattelgumma / Nånting fånigt (1967)
- Jon Andreas visa / Den som lever får se (1968)
- Sen drömmer jag en stund om dej / Hjälten hela dan, Tegelbruksgatan 20 (1968)
- Lyckans ost / Prima Ballerina (1968)
- Mamma är lik sin mamma / Ingenting går upp mot gamla Skåne (1968)
- Regnet det bara öser ner / La la la (1970)
- På en gammal bänk / Ett rött äpple (1971)
- Peppar peppar ta i trä / Hörru Karlsson (1973)
- Paloma blanca / Det sa boom (1975)

### Álbuns
- Siw (1963)
- 12 sidor Siw (1967)
- Från Jazzbacillen till Balladen om det stora slagsmålet på Tegelbacken (1968)
- Nu (1968)
- Harlekin (1968)
- Spanska Siw (1970)
- Underbara Siw (1970)
- Mycket Siw och lite dragspel (1971)
- Ragtime (1974)
- Greatest Hits 1958-75 Vol 1 (1975)
- Explosiw (1976)
- Pippi Långstrump på Folkan (1980)
- Alla tiders Siw (1985)
- Det är kärlek (1988)
- Siwans klassiker (1988)
- Siwan! (3-CD-box) (1995)
- Siws Bästa (2003)

## Filmografia
- "Förälskad i Köpenhamn" (1960)
- "Varning för Jönssonligan" (1981)